# Seznam osebnosti iz Občine Škofljica
Seznam osebnosti iz Občina Škofljica vsebuje osebnosti, ki so se tu rodile, delovale, umrle ali so z njo povezane.
Občina Škofljica ima 18 naselij: Dole pri Škofljici, Drenik, Glinek, Gorenje Blato, Gradišče, Klada, Lanišče, Lavrica, Orle, Pijava Gorica, Pleše, Reber pri Škofljici, Smrjene, Škofljica, Vrh nad Želimljami, Zalog pri Škofljici, Želimlje.

## Šolstvo, znanost in humanistika
- France Cigan (1908, Žižki - 1971, Ljubljana) - duhovnik, zborovodja, učitelj, kot učitelj v salezijanski ustanovi Lanišče je med 1941 in 1944 ustanovil glasbene skupine ter podpiral delo gledaliških in športnih skupin
- Ivan Ogrin (1875, Stara Vrhnika - 1951 Lavrica) - veleposestnik, trgovec in dobrotnik, na Lavrici sodeloval pri izgradnji osnovne šole in kulturnega doma ter soustanavljal tamkajšnja društva

## Kultura, umetnost

### Pisatelji, pesniki, publicisti, prevajalci
- Fran Saleški Finžgar (1871, Doslovče pri Breznici - 1962, Ljubljana) - slovenski pisatelj, prevajalec in duhovnik; pisal je ljudske igre ter pripovedi o kmečkem in meščanskem življenju, najbolj je poznan po delu Pod svobodnim soncem, od 1902 do 1908 je bil duhovnik v Želimljah
- Josip Zavertnik (1869, Škofljica - 1929, Clarendon Hills) - urednik, časnikar, pisec, osrednja tematika njegove proze je delavstvo in njegov boj proti izkoriščevalcem, za SNPJ je leta 1925 v Chicagu izdal monografijo Ameriški slovenci
- Janez Nepomuk Primic (1785 - 1823, Zalog pri Škofljici) - slovenski razsvetljenski pesnik, pisatelj, prevajalec, pobudnik ustanovitve stolice slovenskega jezika na graškem liceju, ustanovitelj jezikovno literarnega Slovenskega društva z narodno-preporodnimi cilji
- Milan Lipovec (1912, Trst - 1997, Trst) - pisatelj, urednik, fotograf, korespondent in knjigovodja v lesnem podjetju v Škofljici, leta 1984 napiše roman Slovenci pod jelševo brezo, v katerem opiše Ljubljansko barje in njegove prebivalce
- Lenart Merherič (med 1500 in 1550 - 1603) - protestantski pisec, obnovil Dvorec Lisičje

## Pravo in politika
- Janez Vajkard Auersperg (1615, Žužemberg - 1677, Ljubljana) - avstrijski knez ter minister avstrijskih cesarjev Ferdinanda III. in Ferdinanda IV., svoje zadnje dni preživel na Dvorcu Lisičje
- Jože Jurkovič (*1946) - župan občine Škofljica od leta 1995 do 2006
- Boštjan Rigler (*1973 Škofljica) - župan občine Škofljica od leta 2006 do 2010
- Ivan Jordan (*?) - župan občine Škofljica od leta 2010
- Janez Kopač,  (1793, Škofljica - 1872, Gradec) - pravnik
- Marjan Telatko (1911, Ljubljana - 1970, Ajdovščina) - kulturnopolitični delavec, publicist, urednik, od 1953 do 1955 služboval kot občinski tajnik in dopisnik DEn v Škofljici.

## Šport
- Rajmond Debevec (1962) - olimpijski prvak in športni strelec, Škofljica[navedi vir]
- Matija Gliha (*2003) - rokometaš, Športno društvo Škofljica
- Simon Vidmar (*2003) -  rokometaš, Športno društvo Škofljica

## Vojska
- Padli borci v NOB leta 1942 iz Občine Škofljica so Franc Ahlin, Srečko Petrič, Toni Karel, Andrej Baraga, Jernej Boh, Franc Drobnič, Valentin Kržan, Anton Lautižar, Franc Novak, Jože Pečnik, Franc Rupnik, Franc Skubic, Alojz Skubic, Anton Žumbergar, Franc Kračman, Anton Grčar, Franc Kastelic, Jože Krivec, Anton Nučič, Ivan Strle, Jože Toni, Stane Zakrajšek, Marija Zore in Jože Okorn.
- Padli borci v NOB leta 1943 iz Občine Škofljica so Janez Boh, Ivan Čepon, Alojz Kolovič, Mihael Petrič, Franc Tekavc, Franc Žumbergar, Vekoslav Mozetič, Janez Ogrinc, Stanislav Orel, Leopold Plesničar, Jože Potokar, Viktor Pucihar, Franc Samec, Jože Samec, Stanko Starič, Ivan Zakrajšek, Anton Bučar, Frančiška Glavič, Janez Ahlin, Franc Ajdič, Franc Beber, Jože Gantar, Jože Grat, Janez Habič, Franc Habič, Franc Jamnik, Janez Jenkole, Franc Jeras, Alojz Kastelic, Anton Kastelic, Jernej Krivec, Franc Lešnjak in Ivan Bedenčič.
- Padli borci v NOB leta 1944 iz Občine Škofljica so Ana Bedenčič, Jožefa Bučar, Slaka Bučar, Janez Kranjc, Jernej Petrič, Anton Podržaj, Vinko Uršič, Anka Strah, Janez Orel, Alojz Finc, Anton Primc, Jože Pucihar in Ivan Kranjc.
- Padli borci v NOB leta 1945 iz Občine Škofljica so Jože Ančič, Vinko Kraškovič, Alojz Lani, Mirko Gerden, Anton Hribar, Jože Slapšak in Mirko Kožuh.

## Drugo
- Vivencius (? - ?) - zvonar, deloval med 1300 in 1375, njegova signatura je na zvonu v Lanišču